# Dudley Storey
Dudley Leonard Storey (OBE) (27. november 1939 - 6. marts 2017) var en newzealandsk roer og olympisk guldvinder.
Storey vandt en guldmedalje ved OL 1968 i Mexico City, som del af den newzealandske firer med styrmand. Fire år senere, ved OL 1972 i München, vandt han en sølvmedalje i firer uden styrmand. Han deltog også i firer med styrmand ved OL 1964 i Tokyo, hvor newzealænderne sluttede på 8. pladsen.
Storey vandt desuden en VM-bronzemedalje i otter ved VM 1970 i Canada.

## OL-medaljer
- 1968:  Guld i firer med styrmand
- 1972:  Sølv i firer uden styrmand